# Iwo Jima osztály
Az Iwo Jima osztály az Amerikai Haditengerészet helikopterhordozó hajóosztálya (Landing Platform Helicopter, LPH), négy kétjáratú támadóhajó-osztályának (amphibious assault ship) egyik, egyben első osztálya (Iwo Jima, Tarawa, Wasp, America). Az Essex osztályú repülőgép-hordozókból átalakított hajóegységek tapasztalatai alapján fejlesztették ki, elsősorban a partraszálló járművek befogadása, alkalmazása lett célként kitűzve. A Haditengerészet első, valóban helikopterhordozónak tervezett egységei, képessé tették több mint 20 helikopter hordozására és 1800 főnyi tengerészgyalogos partra tételére. Névadóik a Tengerészgyalogság legendás ütközeteinek egyike. Az elsőt 1961-ben állították szolgálatba, az utolsót 2002-ben vonták ki.
Az osztály első hajóegysége a bremertoni Puget Sound Naval Shipyard-ban, négy a philadelphiai Philadelphia Naval Shipyard-ban és kettő pascagoulai Ingalls Shipbuilding hajógyárban épült. Elsőként a névadó USS Iwo Jima (LPH 2) állt szolgálatba 1961 nyarán. A hét egységből mára hatot kivontak. Kiegészítő hajóosztályként a Tarawa osztályt az Iwo Jimák alapján tervezték meg.

## Az Iwo Jima osztály hajóegységei
| Építési sorszám | Hajónév         | Törzs-sorozatszám | Építő                                                         | Kezdés              | Leszerelés                              | Honi kikötő | Megjegyzések, hivatkozás |
| --------------- | --------------- | ----------------- | ------------------------------------------------------------- | ------------------- | --------------------------------------- | ----------- | --- |
| 1.              | USS Iwo Jima    | LPH 2             | Puget Sound Naval Shipyard, Bremerton, Washington állam       | 1961. augusztus 26. | 1993. július 14. / 1993. szeptember 24. | Norfolk     | Szétvágva 1995. december 18-án                                                                                               |
| 2.              | USS Okinawa     | LPH 3             | Philadelphia Naval Shipyard, Philadelphia, Pennsylvania állam | 1962. április 14.   | 1992. december 17.                      | San Diego   | Célhajóvá alakítva, 2002. június 6-án                                                                                        |
| 3.              | USS Guadalcanal | LPH 7             | Philadelphia Naval Shipyard, Philadelphia, Pennsylvania állam | 1963. július 20.    | 1994. augusztus 31.                     | Norfolk     | Célhajóvá alakítva, 2005. május 19-én                                                                                        |
| 4.              | USS Guam        | LPH 9             | Philadelphia Naval Shipyard, Philadelphia, Pennsylvania állam | 1965. január 16.    | 1998. augusztus 25.                     | Norfolk     | Célhajóvá alakítva, 2001. október 16.                                                                                        |
| 5.              | USS Tripoli     | LPH 10            | Ingalls Shipbuilding, Pascagoula, Mississippi állam           | 1966. augusztus 6.  | 1995. szeptember 15.                    | San Diego   | Kísérleti hajóvá alakítva |
| 6.              | USS New Orleans | LPH 11            | Philadelphia Naval Shipyard, Philadelphia, Pennsylvania állam | 1968. november 16.  | 1997. október 1.                        | San Diego   | Elsüllyesztve mint célhajó 2010. július 10-én a RIMPAC 2010 hadgyakorlaton                                                   |
| 7.              | USS Inchon      | LPH 12            | Ingalls Shipbuilding, Pascagoula, Mississippi állam           | 1970. június 20.    |                                         | aktív       | 1995-ben aknaelhárító hajóvá alakítva (MCS 12; főként MH–53E-ket alkalmazott), majd célhajóvá alakítva, 2004. december 5-én, |